# Yankari nationalpark
Yankari nationalpark är en stor nationalpark för vilt djurliv som ligger i den sydligaste delen av delstaten Bauchi, i nordöstra Nigeria. Parken täcker ett område på cirka 2246 kvadratkilometer och är hem för flera naturligt varma källor, liksom ett brett utbud av flora och fauna. Dess läge i hjärtat av den västafrikanska savannen ger ett unikt tillfälle för turister och semesterfirare att titta på vilda djur i sitt naturliga område. Yankari skapades ursprungligen som en spelreserv år 1956, men utsågs senare till Nigerias största nationalpark 1991. Parken är det mest populära målet för turister i Nigeria och spelar därmed en avgörande roll för utveckling och främjande av turism och ekoturism i Nigeria. Parken är även ett av de mest populära målen för ekoturism i Västafrika.

## Vilda djur
Yankari har ett rikt djurliv och är en viktig tillflyktsort för över 50 arter av däggdjur, däribland savannelefant, anubisbabian, husarapa, Chlorocebus tantalus, hästantilop, koantilop, västafrikanskt lejon, afrikansk buffel, ellipsvattenbock, buskbock och flodhäst. Sudangeparden kan ha blivit utplånad från området. Där finns också ett stort och varierat sötvattensekosystem kring dess sötvattenskällor och Rajifloden.
Mer än 350 fågelarter finns i parken. Av dessa är 130 stannfåglar, medan 50 flyttar till palearktiska regionen och övriga fågelarter flyttar lokalt inom Nigeria. Bland dessa fåglar finns sadelnäbbsstork, bengalgam, hjälmpärlhöna, gråtoko och kohäger.
I Yankari har man påvisat en av de största populationerna av elefanter i Västafrika, uppskattat till över 300 år 2005. Ökningen av antalet elefanter har blivit ett problem för omgivande byar ibland när djuren går in i lokala gårdar under regnperioden. Elefanterna har också förstört många av parkens baobabträd.